# ۱۲۲۹ (قمری)
۱۲۲۹ (قمری)، هزار و دویست و بیست و نهمین سال در گاهشماری هجری قمری است. اول محرم این سال برابر با بیست و چهارم دسامبر سال ۱۸۱۳ میلادی است.

## زادگان
- سیف الله میرزا :پسر فتحعلی‌شاه و حاکم سمنان و قزوین و ملایر و تویسرکان

## وابسته
- ابوالحسن غفاری